# کنترل‌کننده دیسک

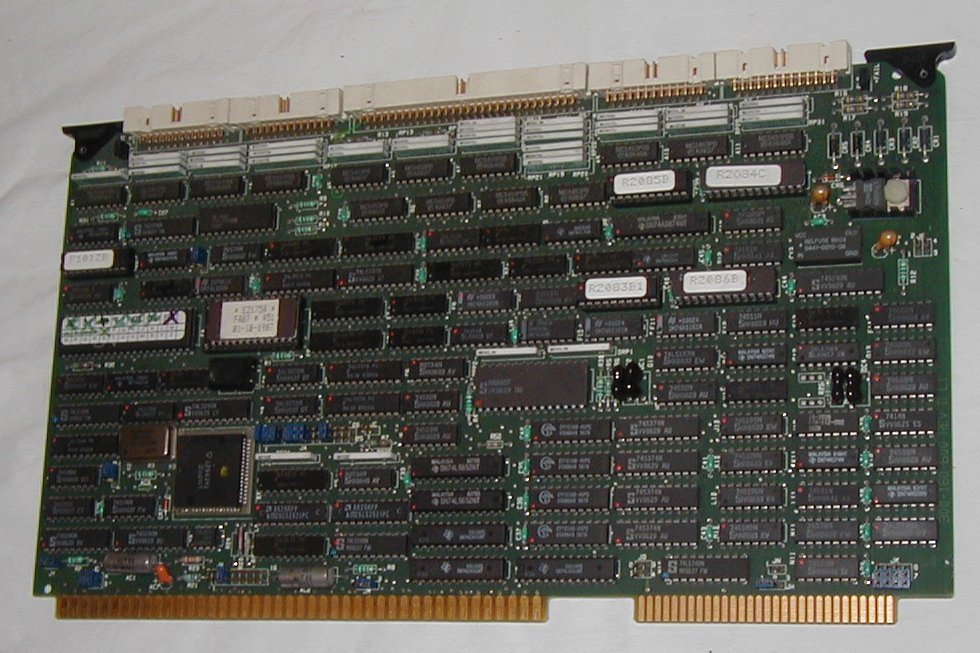
دیسک کنترلر Xylogics 450SMD

کنترل‌کننده دیسک یک مدار الکترونیکی است که پردازنده را قادر می‌سازد تا توسط این مدار با دیسک سخت، فلاپی‌دیسک، یا هرنوع دیسک‌گردان دیگری ارتباط برقرار نماید.

کنترل کننده دیسک ، کنترل کننده دیسک یک تراشه ویژه و مدار مربوط به آن که عملیات خواندن و نوشتن دیسک گردان کامپیوتر را هدایت و کنترل می‌کند ، [کنترل کننده دیسک] یک تراشه ویژه و مدار مربوط به آن که عملیات خواندن و نوشتن دیسک گردان کامپیوتر را هدایت و کنترل می‌کند. انتقال اطلاعات به دیسک‌گردان و از آن ، عملیات پیچیده‌ای است در این رابطه کنترل کننده، اموری چون استقرار هدهای خواندن‎/ نوشتن ، واسطه‌گری بین دیسک‌گردان و ریز پردازنده ، کنترل انتقال اطلاعات به حافظه و از آن را به عهده می‌گیرد. کنترل کننده دیسک برای دیسک گردان‌های دیسک فلاپی و دیسک سخت مورد استفاده قرار می‌گیرد در بعضی از کامپیوترها ، کنترل کننده دیسک در داخل سیستم تعبیه می‌شود . به عنوان مثال، در کامپیوترهای با مکینتاش، کنترل کننده دیسک فلاپی، تراشه ویژه‌ای به‌ نام ‎Integrated ‎ Woz Machine (با حروف اختصاری ‎IWM) است که نام مزبور به یاد نخستین سازنده آن  استیو وازنیاک انتخاب شده است در دستگاه‌های دیگری مانند کامپیوترهای شخصی اولیه شرکت آی‌بی‌ام ، کنترل کننده دیسک روی کارتی قرار دارد که در یکی از شیارهای گسترشی سیستم جای می‌گیرد یک کنترل کننده دیسک ممکن است بتواند بیش از یک دیسک‌گردان را در کنترل خود قرار دهد